# Kalven (Sorsele socken, Lappland, 725330-160490)
Kalven är en sjö i Sorsele kommun i Lappland och ingår i Umeälvens huvudavrinningsområde. Kalven ligger i Vindelälven Natura 2000-område.